# 凪の光景
『凪の光景』（なぎのこうけい）は、佐藤愛子の小説。
1987年11月から1988年8月まで朝日新聞に連載し、1988年10月に朝日新聞社に、1992年に集英社文庫に刊行された。
また、それを原作とした同名のテレビドラマが、テレビ朝日系列で1990年2月8日～3月15日に、フジテレビ系列で1992年4月6日～7月3日に放送された。

## テレビドラマ

### テレビ朝日版
「木曜ドラマ」枠にて放送された。

#### キャスト
- 京マチ子
- 小林桂樹
- 矢崎滋
- 木内みどり
- 土家里織
- 奈良岡朋子
- 横山道代
- 根上淳
- 角田英介
- 久保晶
- 市川勇
- 内山森彦
- 青木和代
- 高原駿雄
- 七尾伶子
- 花王おさむ
- 布施優一郎
- 木村翠
- 斉藤朋子

#### スタッフ
- 原作：佐藤愛子
- 脚本：柴英三郎
- 演出：久野浩平、冨塚博司
- プロデューサー：北崎たか子、小関明
- 音楽：甲斐正人

#### 主題歌
- 「さよならをもう一度 -Ci vediamo!-」清水綾子 作詞作曲:尾関昌也、編曲:佐藤準

#### サブタイトル
1. 妻が反乱をはじめた!!
2. 妻の初デートに亭主が激怒!!
3. ボクおばさんと寝たい!!
4. 母は離婚宣言!!息子は不倫発覚!!
5. ときめき婚外海外旅行!!
6. 親子二世帯同時離婚!?

### フジテレビ版
東海テレビ制作昼ドラマ枠にて放送された。

#### キャスト
- 馬渕晴子
- 加藤武
- 下條アトム
- 藤田美保子
- 立原ちえみ
- 左右田一平
- 市川千恵子
- 千葉茂

#### スタッフ
- 原作：佐藤愛子
- 脚本：須川栄三
- 音楽：桑原研郎
- 演出：平松敏男
- プロデューサー：平松敏男、青木信也、小沢康彦
- 制作：東宝